# Fritz Schuler (Politiker, 1885)
Fritz Schuler (* 12. April 1885 in Altensteig; † 30. Juli 1955 in Calw) war ein deutscher Politiker der CDU.

## Leben und Beruf
Schuler, der evangelischer Konfession war, war Schuhmachermeister von Beruf. Er übernahm 1911 den elterlichen Betrieb. Von 1921 bis 1936 war er Obermeister der örtlichen Schumacherinnung. Anschließend wurde er Ehrenobermeister. 1946 wurde er Mitglied des Württembergischen Landeskirchentages in Stuttgart.

## Politik
Schuler war von 1925 bis 1933 Gemeinderat von Calw und wurde dies erneut 1945. Er war stellvertretender Bürgermeister, Kreistagsabgeordneter und ab 1946 Erster Beigeordneter. Am 17. November 1946 wurde er in die Beratende Landesversammlung und am 18. Mai 1947 in den ersten Landtag des Landes Württemberg-Hohenzollern gewählt. Dem Deutschen Bundestag gehörte er seit der ersten Bundestagswahl 1949 bis zu seinem Tode an. Er vertrat 1949 wie 1953 den Wahlkreis Calw als in Direktwahl entsandter Abgeordneter. 1953 erzielte er dort 43,2 % der Erststimmen. 
Schwerpunkt seiner parlamentarischen Tätigkeit waren die Interessen und Probleme des deutschen Handwerks.